# The Radios
The Radios est un groupe belge de pop actif dans les années 1990.

## Historique
Le premier album du groupe No Television, sorti en 1990, devient disque d’or en Belgique.
Son plus grand succès est la chanson She Goes Nana sortie en 1992,. Ses autres succès sont I’m into folk, Walking The Thin Line, She’s My Lover, Dreaming Wild, et  Teardrops en 1994. Le groupe s’est séparé en 1994 et plusieurs de ses membres se sont lancés dans des carrières solo.

## Membres
- Bart Peeters (chanteur, guitariste)
- Ronny Mosuse (chanteur, bassiste)
- Robert Mosuse  (chanteur, percussionniste)
- Dany Lademacher (chanteur, guitariste)
- Alain Van Zeveren (pianiste, accordéoniste)
- Walter Mets (batteur)
- Marc Bonne (batteur)
- Maureen Alberg (chanteuse)